# Aktinidie
Aktinidie (Actinidia), je rod dřevin pocházející ze zemí východní Asie – Číny, Tchaj-wanu, Koreje a Japonska. Na severu zasahuje až na Sibiř a na jihu do Indočíny. Zahrnuje asi 55 druhů. Jejich plody jsou známé jako kiwi. Aktinidie jsou keře vysoké až 6 m nebo liány dorůstající až 30 m.
Jejich listy jsou střídavé, jednoduché, zubaté, řapíkaté. Květy bývají bílé, nejčastěji s pěti kališními i korunními lístky. Aktinidie jsou většinou dvoudomé. Plodem je až několik cm velká bobule obsahující množství malých semen. U většiny druhů jsou plody jedlé.

## Význam

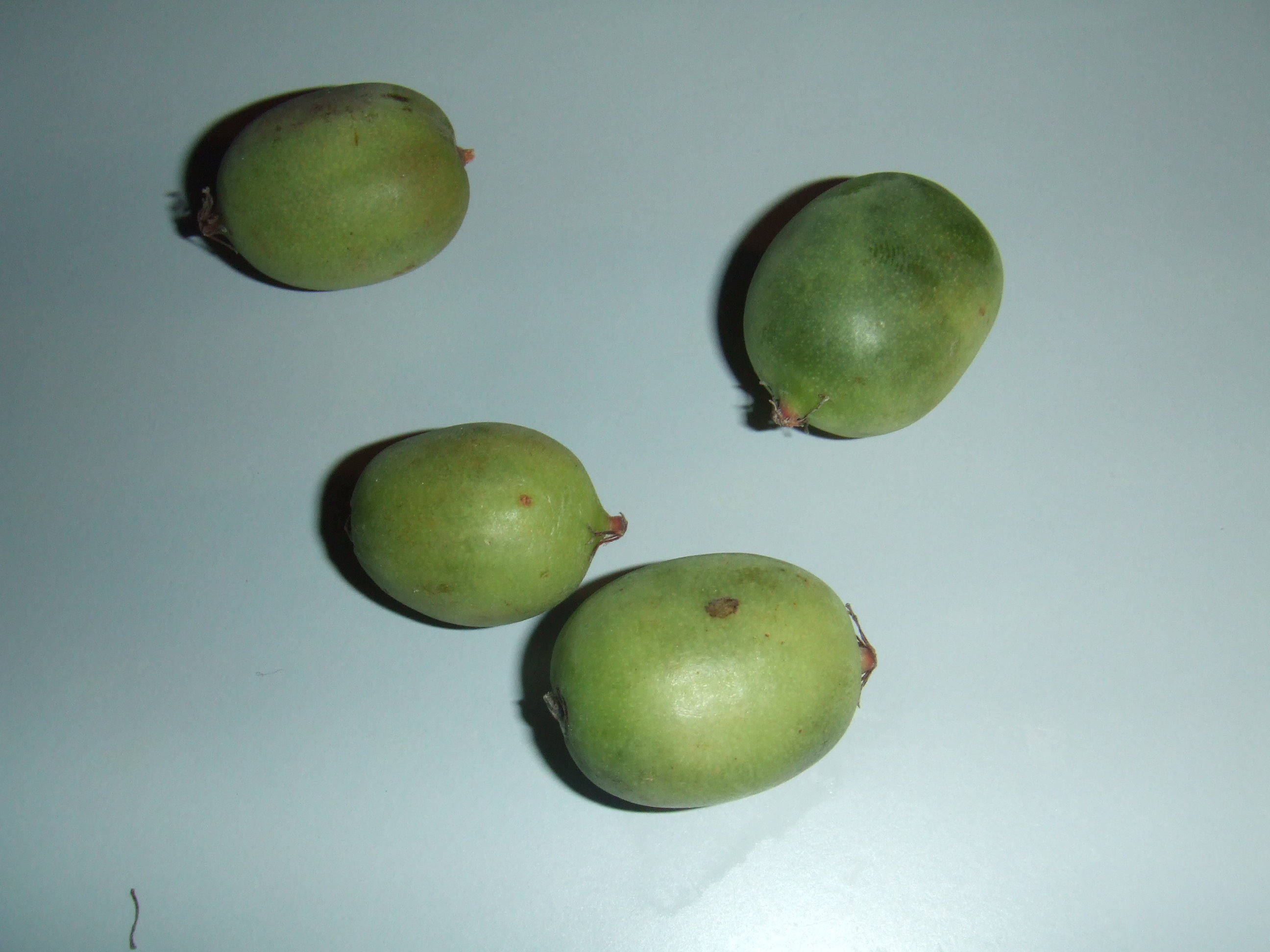
Plody aktinidie význačné

Plody – bobule – aktinidií jsou ovoce známé jako kiwi. Za tímto účelem jsou pěstovány zejména kultivary a kříženci druhů aktinidie lahodná a aktinidie čínská. První kultivary i pojmenování kiwi pochází z Nového Zélandu z druhé poloviny 20. století. Dnes je toto ovoce pěstováno v USA, Japonsku, Chile i v Evropě (Francie, Itálie, Řecko). Aktinidie význačná má plody o hmotnosti 10–15 g, s hladkou jedlou zelenou slupkou. Je odolnější vůči mrazům než A. deliciosa, lze ji poměrně úspěšně pěstovat i v českých podmínkách.
Některé druhy jsou využívány také jako okrasné rostliny, například pestrolistá aktinidie kolomikta, která je nejvíce mrazuodolným druhem tohoto rodu.

## Zástupci
- aktinidie černoprašná (Actinidia melanandra)
- aktinidie červenolodyžná (Actinidia rubricaulis)
- aktinidie čtyřčetná (Actinidia tetramera)
- aktinidie čínská (Actinidia chinensis, syn. A. deliciosa)
- aktinidie hřebelcová (Actinidia strigosa)
- aktinidie kolomikta (Actinidia kolomikta)
- aktinidie kožovitá (Actinidia coriacea)
- aktinidie lahodná (Actinidia deliciosa)
- aktinidie purpurová (Actinidia purpurea)
- aktinidie stříbrná ( Actinidia polygama)
- aktinidie význačná (Actinidia arguta)
- aktinidie žilkovaná (Actinidia venosa)[1][2]